# Banco di Sant'Ambrogio
Il Banco di Sant'Ambrogio è stato il "banco pubblico" dello Stato di Milano che esercitava sia la funzione di gestione della fiscalità e del debito pubblico come le moderne banche centrali, sia la raccolta del risparmio.

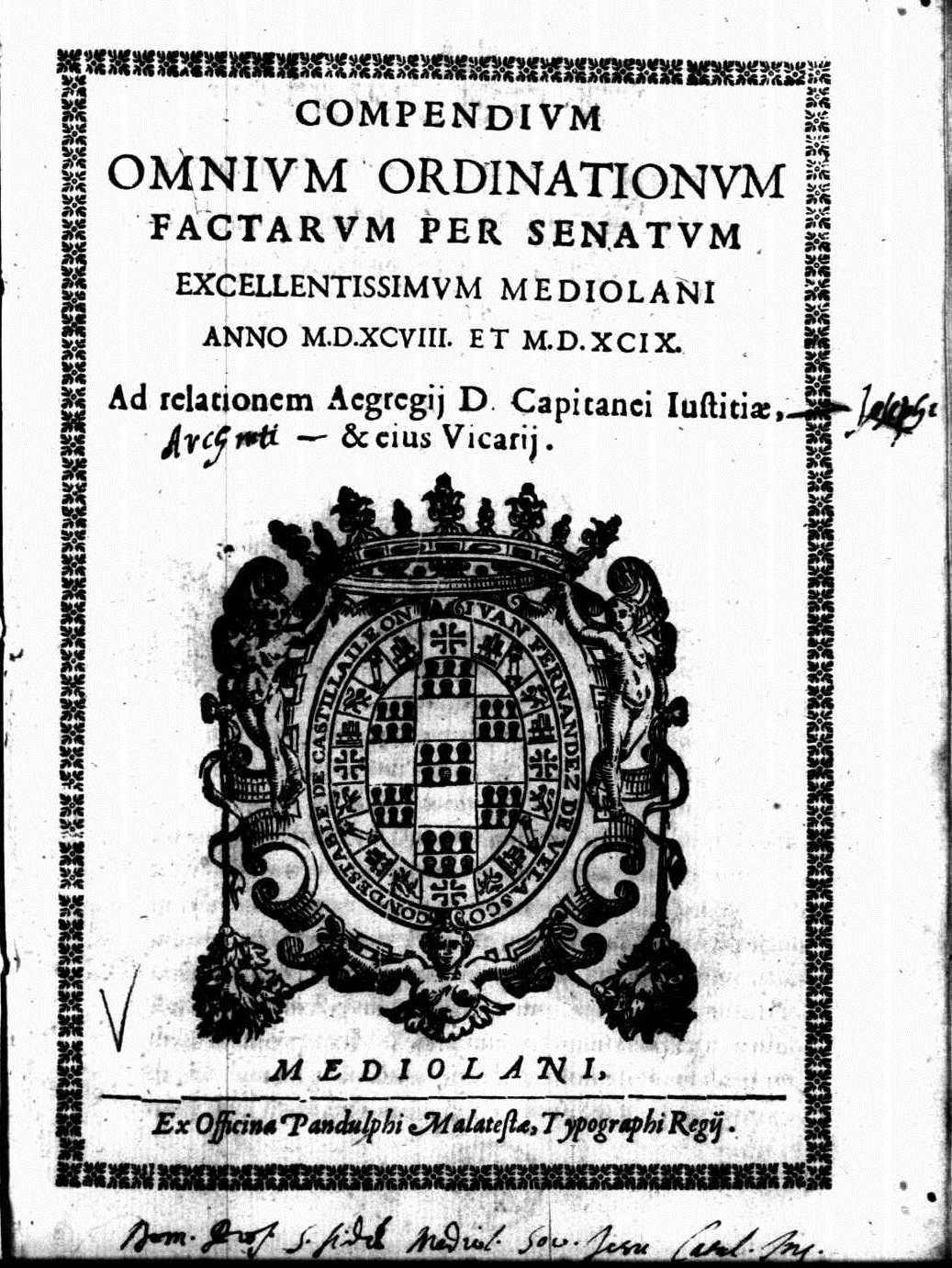
Delle leggi, contratti e governo del Banco di Sant'Ambrogio della eccellentissima città di Milano, 1600 circa

## Storia

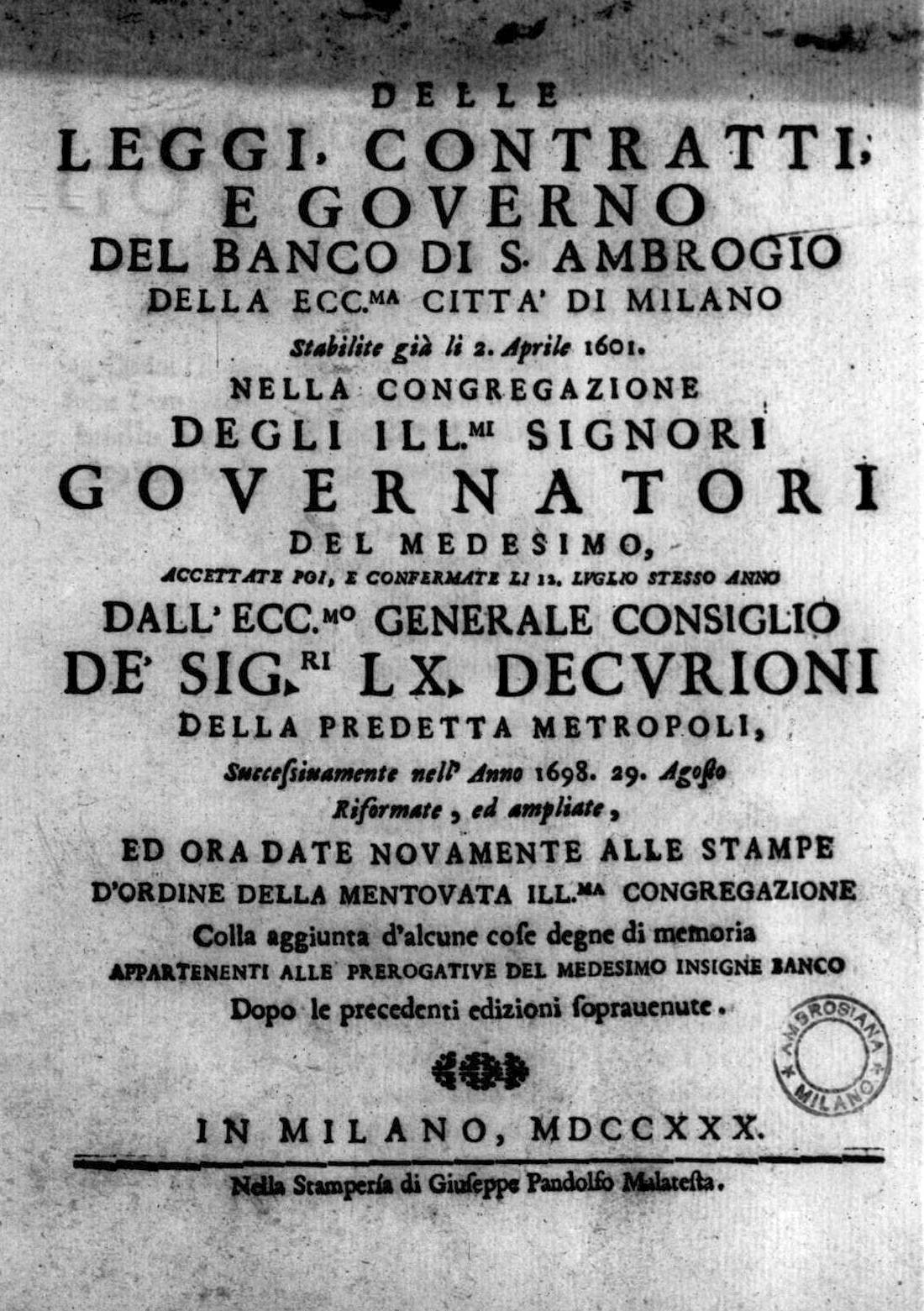
Delle leggi, contratti e governo del Banco di Sant'Ambrogio della eccellentissima città di Milano, 1730

Il Banco fu fondato nel 1593 e nel 1601 ricevette i primi statuti.
Nel 1698 gli statuti vennero modificati e poi ancora nel 1758.
Nel 1786 fu assorbito dal "Monte di Santa Teresa", che a sua volta confluirà nel "Monte Napoleone".

## Struttura
L'organo gestorio dell'Istituto era rappresentato dalla "Congregazione", composta da dieci Governatori, due di diritto in quanto ricoprivano un'altra carica pubblica (il Vicario di Provvisione e il Regio Luogotenente), quattro scelti da due magistrature fra i propri membri (due dal Tribunale di Provvisione e due dalla Congregazione del Patrimonio), e quattro scelti dal Consiglio Generale.
Vi era poi il Consiglio Generale che prendeva le decisioni più importanti.
Sotto questi organi amministrativi, vi erano i dipendenti, al vertice dei quali erano il sindaco ed il ragionatto generale.

## Attività
Il patrimonio del Banco di Sant'Ambrogio era costituito da tre componenti: il vero e proprio Banco di deposito, il Monte e le Molteplici.

### Banco
Il vero e proprio Banco di Sant'Ambrogio era un banco di deposito, giro, sconto, e cambio come gli altri "banchi pubblici" italiani (ad esempio il Banco di San Giorgio e il Banco di Rialto).
Le somme date in deposito, non fruttavano interessi.

### Monte
Poi c'era il capitale che dava diritto a dividendi distribuiti sulla metà dell'utile. Questo capitale era diviso in "luoghi", i cui titolari si chiamavano "luogatari". Almeno dal 1675 i "luoghi" erano titoli che circolavano al portatore.
Questo danaro veniva prestato allo Stato milanese in cambio di un tasso d'interesse inferiore a quello che avrebbero chiesto i grandi banchieri.
A partire dal 1639 lo Stato, per far fronte al proprio sempre maggiore debito nei confronti del Banco, cedette (o diede in garanzia) ad esso la gestione di alcune entrate fiscali, in particolare dei dazi.
In effetti, il Banco non gestiva direttamente la raccolta e l'esazione dei tributi, ma, secondo l'uso dell'epoca, vendeva o, più spesso, dava in appalto l' "impresa" delle tasse.
A metà del Settecento quasi tutte le entrate dello Stato oramai erano state cedute al Banco di Sant'Ambrogio. Finché nel 1771 il Ducato decise di riprendersi la gestione delle entrate fiscali, versando al Banco la corrispondente rendita.

### Molteplici
Infine c'era il capitale suddiviso nelle cosiddette "molteplici". Era un capitale che doveva rimanere vincolato al Banco per almeno cinque anni e solo da quella data iniziavano a fruttare interessi.